# Rhoicinaria
Rhoicinaria là một chi nhện trong họ Amaurobiidae.